# Albrich Konrád
Albrich Konrád (Nagyszeben, 1889. június 17. – München, 1959. február 1.) magyar orvos, szemész, egyetemi tanár.

## Élete
Szász családban született. Elemi iskolai és középiskolai tanulmányait szülővárosában végezte, majd Münchenben és Kielben tanult. 1912-ben a budapesti tudományegyetemen szerzett orvosdoktori diplomát, majd hivatásos katonaorvos lett, a budapesti 22. számú helyőrségi kórházban, később Nagyszebenben dolgozott. Az első világháború alatt 1914-től 1918-ig harctéri szolgálatot teljesített. 1921-ben a kaposvári kórház szemész főorvosa lett, majd a pécsi Erzsébet Tudományegyetem Szemészeti Klinikájának egyetemi tanársegéde volt.
1923-ban szemészet tárgykörben magántanári képesítést szerzett és egyetemi magántanár lett. 1928 és 1930 között a szemészet nyilvános rendkívüli tanára, majd 1930-tól nyilvános rendes tanára és a Szemészeti Klinika igazgatója volt. Szimpatizált a nemzetiszocialista eszmékkel, ezért a második világháború után elhagyta az országot, és svájci Erlangenben, majd a kanadai Wellandban telepedett le. 1950-ben Münchenbe költözött, ahol haláláig magánorvosként dolgozott.
A szem bakteriológiai eredetű megbetegedéseit, valamint a szervezet egyéb betegségeinek (pl. luesz) szemészeti vonatkozásait vizsgálta. Számos publikációja jelent meg hazai és külföldi szaklapokban. 1959-ben hunyt el Münchenben.

## Főbb művei
- A tabeses látóidegsorvadás kezelésének szempontjai. (Orvosképzés, 1928)
- A szembetegségek és szemtünetek összefüggése a szervezet egyéb betegségeivel. (Bp., 1929)
- A szem gümőkórja. (Orvosképzés, 1936)
- A késői lues szemészeti vonatkozásai. (Orvosképzés, 1936)
- Az atropin viselkedése a szemben és hatása a csarnok-vérgátra. (Szemészet, 1938)
- Heveny keringési zavarok és a látószerv. (Orvosképzés, 1941)
- Klinikai szemészeti előadások. (Boros Bélával, Pécs, 1943)